# Стефані Сюй
Стефані Енн Сюй (або Шу (МФА: [ˈʃuː]), англ. Stephanie Ann Hsu; нар. 15 листопада 1990, Торранс, Каліфорнія, Сполучені Штати) — американська актриса, найбільш відома участю в театральній постановці «Be More Chill» (Крістін Канігула), а також ролями в серіалах «Дивовижна місис Мейзел» (з 2019 року), «Покерфейс» (2023) та фільмі «Все завжди і водночас» (2022). За роль в останньому номінована на премію «Оскар» у категорії «Найкраща жіноча роль другого плану».

## Біографія
Сюй народилася в сім'ї матері-одиначки з Торранса. Її бабуся по материнській лінії переїхала з Китаю на Тайвань після приходу до влади комуністів, незабаром іммігрувавши з дочкою-підлітком до Сполучених Штатів. Сюй закінчила середню школу Палос-Вердес, після чого переїхала до Брукліна, щоб присвятити себе театру. У 2012 році закінчила Школу мистецтв Тіша при Нью-Йоркському університеті. Також навчалася в Atlantic Theater Company.
Почала кар'єру з ролей у експериментальному театрі. З 2013 по 2015 рік регулярно брала участь у реаліті-шоу MTV Girl Code. У 2016 році здобула першу постійну роль у серіалі «Шлях».
Починаючи з 2016 року грала персонажа комп'ютер Карен у театральній постановці «Губка Боб Квадратні Штани». Роком пізніше дебютувала з цією роллю на Бродвеї.
У той же період вигадала героїню Крістін Канігула для спектаклю «Be More Chill» театру Two River Theater (Ред-Банк, штат Нью-Джерсі). У 2019 році повернулася до цієї ролі в однойменному бродвейському мюзиклі (для Lyceum Theater), отримавши номінації на премії Lucille Lortel Awards та Drama Desk Award.
Починаючи з 2019 року знімається в серіалі «Дивовижна місис Мейзел», де стала лауреатом премії SAG за «Найкращий акторський ансамбль у комедійному серіалі». 2020 року знялася у фільмі «Прошу про це» (англ. Asking for It).
У 2022 році зіграла Джой Вонг, дочку персонажа Мішель Єо, у науково-фантастичній комедії "Все скрізь і одразу ". Прем'єра стрічки відбулася на South by Southwest (SXSW), здобувши високі оцінки критиків. Сюй була номінована на премію «Оскар» у категорії «Найкраща жіноча роль другого плану». У квітні 2021 року було оголошено, що Сюй зіграє головну роль у наступному фільмі Адель Лім. У 2023 році Сюй зіграла одного з центральних персонажів у комедійному серіалі Раяна Джонсона та Наташі Лайонн «Покерфейс». Крім цього, вона увійшла до акторського складу серіалу «Американець китайського походження», де знову зіграє разом із Єо та Ке Хюі Кваном.

## Фільмографія
| Рік       |    | Українська назва                   | Оригінальна назва                         | Роль                                                     |
| --------- | -- | ---------------------------------- | ----------------------------------------- | -------------------------------------------------------- |
| 2010      | ф  | Чотирьохликий брехун               | The Four-Faced Liar                       | клієнтка                                                 |
| 2013—2015 | с  | Код дівчини                        | Girl Code                                 | у ролі самої себе (56 епізодів)                          |
| 2016      | с  | Незламна Кіммі Шмідт               | Unbreakable Kimmy Schmidt                 | протестуюча (Епізод: «Kimmy Goes to a Play!»)            |
| 2016—2018 | с  | Шлях                               | The Path                                  | Джой Армстронг (19 епізодів)                             |
| 2018      | ф  | Підстава                           | Set It Up                                 | нервова асистентка Ембер                                 |
| 2019—2023 | с  | Дивовижна місіс Мейзел             | The Marvelous Mrs. Maisel                 | Мей Лін (14 епізодів)                                    |
| 2020      | ф  | Прошу про це                       | Asking for It                             | Дженні                                                   |
| 2020—2021 | с  | Аквафіна: Нора з Квінса            | Awkwafina Is Nora from Queens             | Шу Шу (2 епізоди)                                        |
| 2021      | ф  | Шан-Чі та легенда десяти кілець    | Shang-Chi and the Legend of the Ten Rings | Су                                                       |
| 2022      | ф  | Все завжди і водночас              | Everything Everywhere All at Once         | Джой Вонг / Джобу Тупакі                                 |
| 2023      | с  | Покерфейс                          | Poker Face                                | Мортімер Бернштейн (Епізод: «Escape from Shit Mountain») |
| 2023      | с  | Американець китайського походження | American Born Chinese                     | Шіджі Нянян (Епізод: «Hot Stuff»)                        |
| 2023      | мс | Блакитноокий самурай               | Blue Eye Samurai                          | Ісе (2 епізоди)                                          |
| 2023      | мф | Лео                                | Leo                                       | мати Скайлер                                             |
| 2024      | ф  | Каскадер                           | The Fall Guy                              | Альма Мілан                                              |
| 2024      | мф | Дикий робот                        | The Wild Robot                            | Вонтра                                                   |